# Iglesia del Espíritu Santo (Alberique)
La Iglesia parroquial del Espíritu Santo es un templo católico situado en la calle Reyes Católicos, 13, en el municipio de Alberique. Es Bien de Relevancia Local con identificador número 46.20.011-005.
La parroquia fue erigida el 14 de marzo de 1965.